# Uhelná (Hrádek nad Nisou)

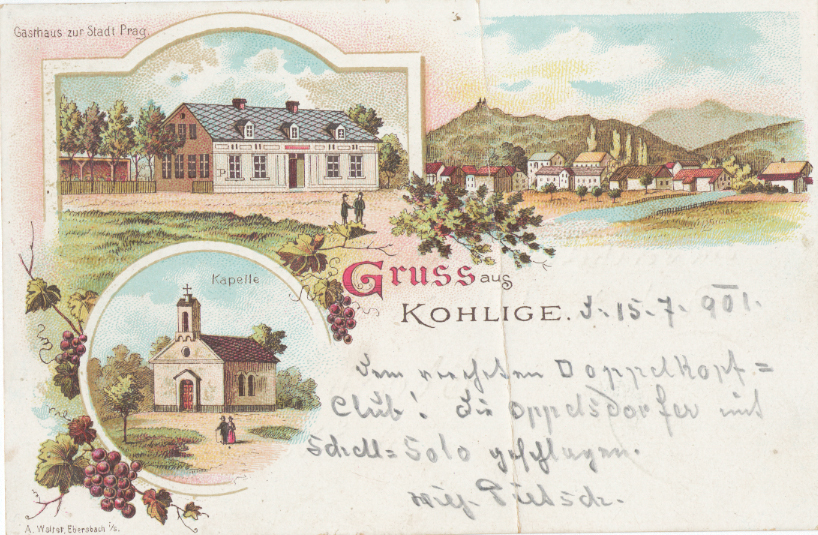
Historische Lithographie (1901)

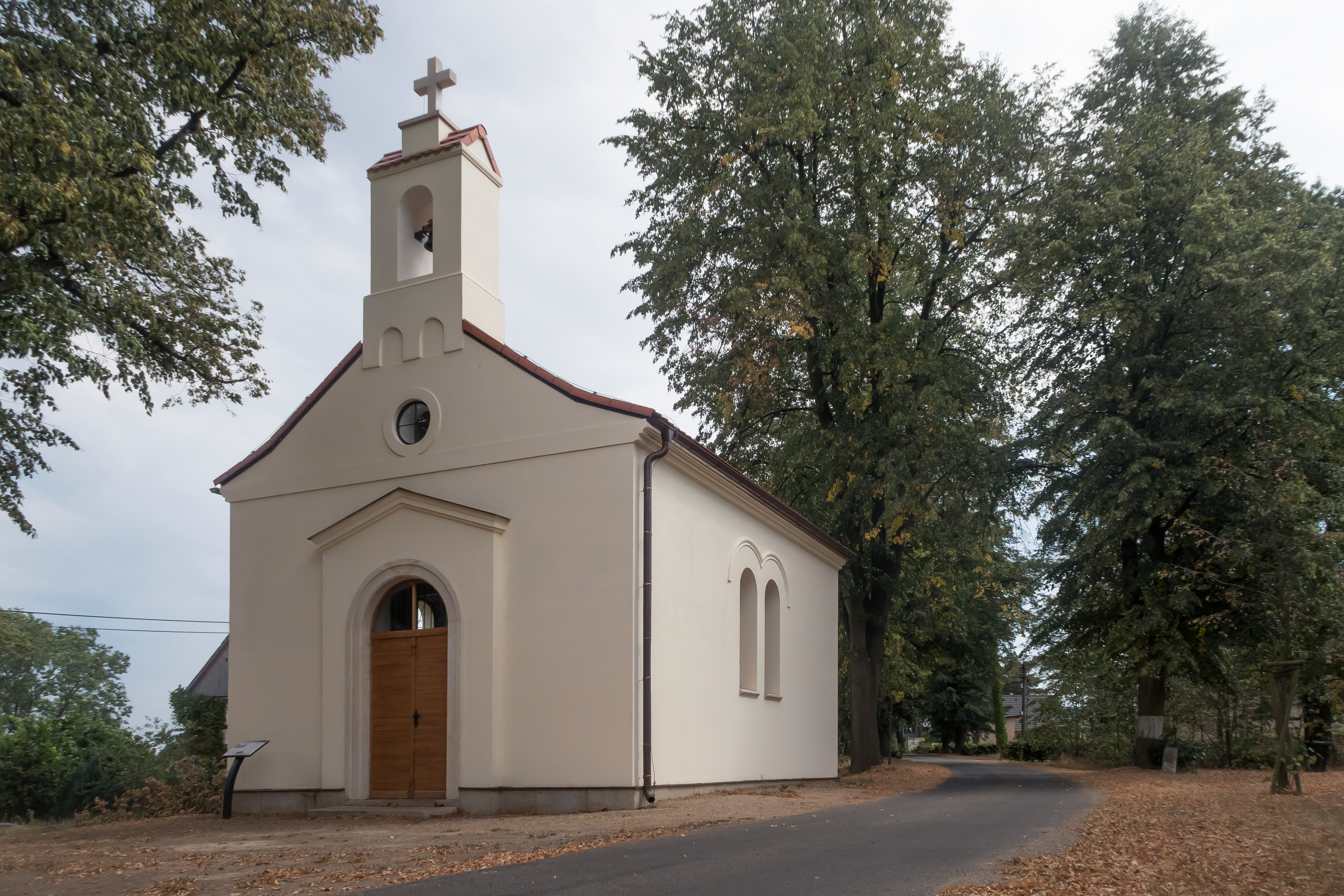
Kapelle in Uhelná (Kohlige)

Uhelná (deutsch Kohlige) ist ein Ortsteil der Stadt Hrádek nad Nisou (deutsch Grottau) in Tschechien. Er liegt vier Kilometer nordöstlich von Hrádek nad Nisou an der Grenze zu Polen und gehört zum Okres Liberec.

## Geographie
Uhelná befindet sich auf dem Vřesový vrch (Heideberg, 341 m) direkt an der polnischen Grenze. Südöstlich des Dorfes wird eine große Sandgrube betrieben. Im Süden liegt das Tal des Václavický potok (Grafensteiner Bach). Östlich entspringt der Ślad (Schladebach) und im Westen der Oldřichovský potok (Ullersdorfer Bach).
Nachbarorte sind Białopole im Norden, Opolno Zdrój im Nordosten, Jasna Góra und Horní Vítkov im Osten, Václavice im Süden, Grabštejn und Hrádek nad Nisou im Südwesten, Oldřichov na Hranicích im Westen sowie das Buschvorwerk im Nordwesten.

## Geschichte
Kohlige wurde 1720 als Köhlersiedlung in den Dominikalwäldern der Herrschaft Grafenstein angelegt. Im Jahre 1830 bestand der Ort aus 30 Häusern und hatte 170 Einwohner. Über Kohlige führte die Straße von Grottau nach dem bedeutenden sächsischen Kurort Bad Oppelsdorf und an der Grenze bestand ein Zollamt. Ein weiterer Übergang führte ins nördliche Sommerau.
Nach der Aufhebung der Patrimonialherrschaften bildete Kohlige ab 1850 einen Ortsteil der politischen Gemeinde Wetzwalde in der Bezirkshauptmannschaft Reichenberg und dem Gerichtsbezirk Kratzau. Während des Deutschen Krieges zogen am 22. Juni 1866 abends die Preußen an der Grenze auf, provozierten und erschossen einen Radetzky-Husaren. Eine Woche später marschierten sie in Böhmen ein. In dem aus 34 Häusern bestehenden Dorf wurden 450 Offiziere, 3892 Soldaten und 366 Pferde einquartiert. Ein weiteres Lager wurde im Oberdorf von Wetzwalde eingerichtet.
1869 lebten in Kohlige 193 Menschen, im Jahre 1900 waren es 185. Die Einwohnerzahl sank kontinuierlich und 1930 hatte Kohlige nur noch 169 Einwohner. Nach dem Münchner Abkommen wurde Kohlige 1938 dem Deutschen Reich zugeschlagen und gehörte bis 1945 zum Landkreis Reichenberg. Nach dem Ende des Zweiten Weltkrieges kam das Dorf zur Tschechoslowakei zurück und die deutschen Bewohner wurden bis 1946 vertrieben. Im Jahre 1946 wurde Kohlige in Uhelná umbenannt. Die Grenze, die nun zu Polen verlief, wurde geschlossen. 1950 hatte das Dorf 83 Einwohner und 1970 waren es 53. Zusammen mit Václavice wurde Uhelná 1980 nach Hrádek nad Nisou eingemeindet. Der Tiefpunkt des Bevölkerungsrückganges war 1991 erreicht, als in Uhelná nur noch 18 Personen mit dauerhaftem Wohnsitz gemeldet waren. Im Jahre 2001 bestand das Dorf aus 13 Wohnhäusern, in denen 33 Menschen lebten.

## Ortsgliederung
Uhelná gehört zum Katastralbezirk Václavice.

## Sehenswürdigkeiten
- Kapelle der Hilfreichen Jungfrau Maria, erbaut 1867, die zur Ruine verfallene Kapelle wurde 2017 wieder hergestellt[1]
- Scholze-Mühle, ehemalige Windmühle, südöstlich des Dorfes
- Spálena lípa, Baumdenkmal, südöstlich des Dorfes